# Denis Amici
Pour les articles homonymes, voir Amici.
Denis Amici, né le 10 juin 1972 à Saint-Marin, est un homme d'État saint-marinais. Il est capitaine-régent de Saint-Marin du 1er avril au 1er octobre 2013 avec Antonella Mularoni.